# Arkan Simaan
Arkan Simaan (Líbano, 1945) é um historiador da ciência em língua francesa, de origem líbano-brasileira.

## Biografia
Nasceu no Líbano em 1945. Aos dois anos de idade, sua família foi para Anápolis, estado de Goiás, onde fez seus estudos primário e secundário.
Havia acabado de ingressar na Faculdade de Física da Universidade de São Paulo, quando o golpe militar de 1964 derrubou João Goulart. Foi então que ele se engajou no movimento trotskista.
Perseguido pela polícia e condenado à prisão, entrou na clandestinidade pois havia sido indiciado em vários processos, especialmente no IPM (inquérito policial-militar) do CRUSP (Conjunto Residencial da Universidade de São Paulo). Com este inquérito, o governo militar propunha-se a responsabilizar 46 estudantes por toda a agitação universitária, em 1968, em São Paulo.
Tendo fugido do Brasil em 1970, Arkan Simaan foi para Paris onde, alguns anos depois, abandonou a atividade política e recomeçou os estudos de física na Universidade de Paris VII. Em seguida, formou-se em engenharia no Institut Supérieur des Matériaux et de la Construction Mécanique de Paris.

## Carreira
Após uma efêmera passagem pela indústria, escolheu o ensino e, em 1977, foi contratado pelo serviço francês da cooperação para lecionar física na Argélia, onde permaneceu onze anos. Voltou para a França quando o governo argelino decidiu arabizar o ensino das matérias científicas. Passou então no prestigioso concurso de professores na França, a “agrégation” de física. 
Em 1998, associou-se com Joëlle Fontaine, professora de história, para escrever “L’Image du Monde des Babyloniens à Newton”, livro destinado a promover um ensino interdisciplinar que foi bem acolhido pelas revistas científicas. Teve particular sucesso entre os professores secundaristas em razão, especialmente, da associação inédita de dois professores de matérias tão distantes no currículo francês: física e história. Em menos de um mês, a obra teve que ser reeditada. 
Em seguida, escreveu sozinho outros livros de história da ciência, entre os quais “L’Image du Monde de Newton a Einstein”, continuação do precedente. Mas, sobretudo, especializou-se em biografias de cientistas aventureiros que partiram, no século XVIII, por mares e oceanos à busca do conhecimento, quando a navegação ainda era uma peripécia. Muitos encontraram a morte no fim do caminho, poucos deixaram o nome para a posteridade, dentre eles, Pierre-Louis Moreau de Maupertuis, Charles Marie de La Condamine, Pierre Bouguer, Chappe d’Auteroche, Alexandre Guy Pingré, Le Gentil de la Galaisière, Charles Mason, Jeremiah Dixon, Jean Baptiste Joseph Delambre, Pierre Méchain, e muitos outros. Estes dois últimos mediram o meridiano de Paris na época conturbada da Revolução Francesa, para estabelecer o metro.
Em 2003, Simaan dirigiu (e escreveu parcialmente) o livro «Vénus devant le Soleil» («Vênus diante do Sol»), ao qual colaboraram diversas personalidades, dentre as quais, o astrofísico do Observatório de Paris, Jean-Pierre Luminet, e Jacques Blamont, ex diretor científico e técnico do CNES (Centre national d’études spatiales), outrora encarregado da exploração do planeta Vênus para a Agência espacial francesa. 
O objetivo do livro era o de promover um trabalho pedagógico interdisciplinar e internacional na ocasião do trânsito de Vênus, em 8 de junho de 2004. Assim, alunos do hemisfério norte e do hemisfério sul deveriam observar e cronometrar o evento de maneira concertada, permutar os resultados para em seguida estabelecer a distância da Terra ao Sol, utilizando para o cálculo um método idêntico ao dos astronômos do século XVIII. Para coordenar este trabalho, foi criado um site, venus2004. No dia do trânsito e na semana seguinte o número de conexões foi tão elevado que o site ficou por momentos saturado. 
Dois assuntos estão constantemente presentes nos livros de Arkan Simaan: a importância da busca da longitude no desenvolvimento da navegação (e, portanto, da ciência), e a violenta controvérsia entre os cartesianos e os newtonianos, disputa que marcou a ciência a partir do fim do século XVII até meados do século XVIII.
Em 2011, foi cofundador da ONG Planète Amazone para a proteção dos povos indígenas. Durante a Cop 21 em Paris, foi o tradutor do cacique Raoni.
Simaan é membro do conselho de assessoramento científico da Associação Francesa de Informação Científica. 
Atualmente, ele vive perto de Orléans (França), e dedica-se a romances e a artigos para revistas. Vários de seus livros foram premiados.

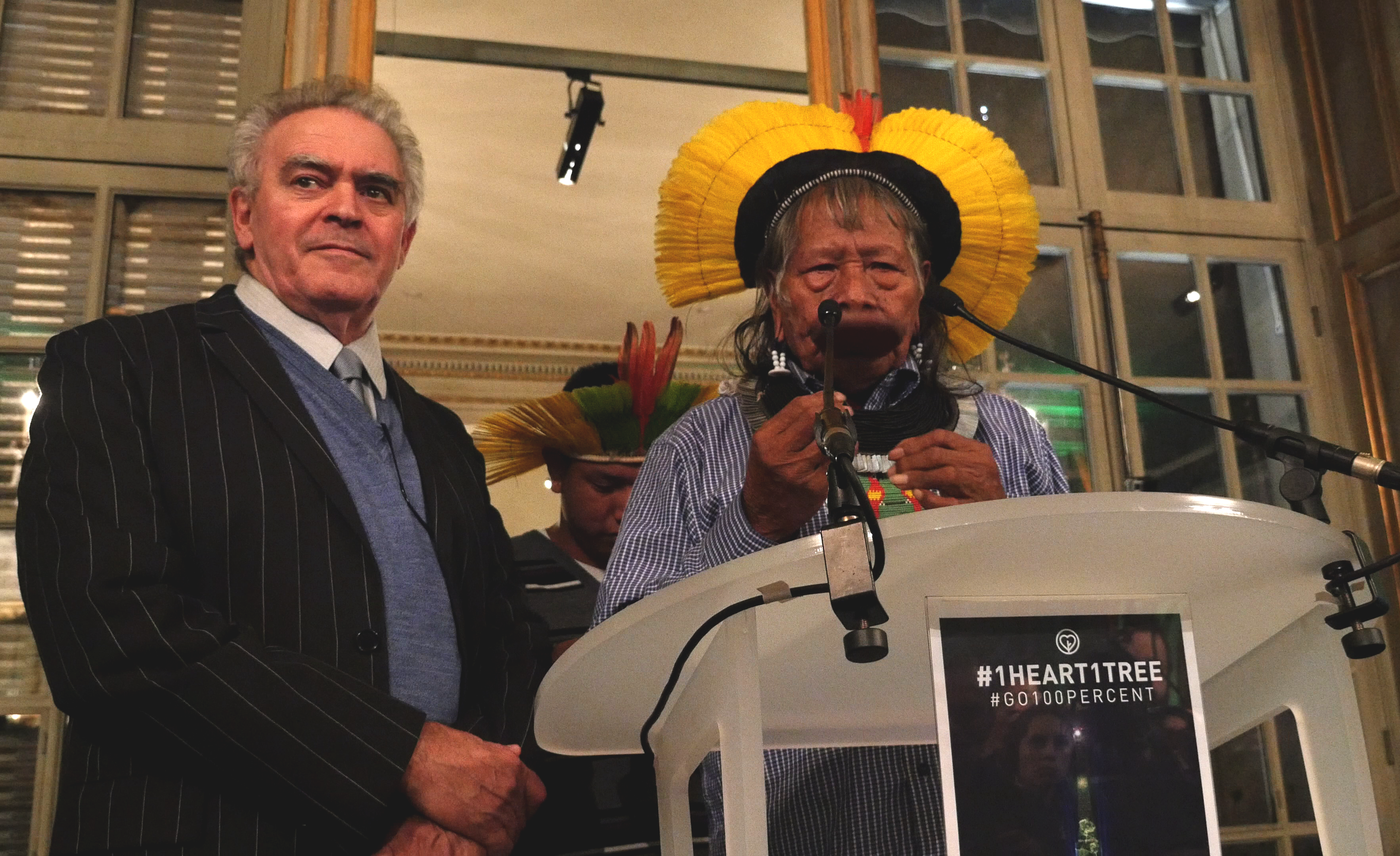
Simaan traduz para o cacique Raoni na COP 21

## Obras
- "L'Image du Monde des Babyloniens à Newton” (Adapt Editions, Paris, 1998). Este livro foi vertido para o português por Dorothée de Bruchard (A Imagem do Mundo dos Babilônios a Newton), Companhia das Letras, São Paulo, 2003).
- "Cette sentence vous fait plus peur qu'à moi-même : Giordano Bruno” (Cahiers rationalistes, 2000).
- "La science au péril de sa vie – les aventuriers de la mesure du monde” (Vuibert / Adapt, Paris, 2001), prefácio de Jean-Claude Pecker. Este livro recebeu, em 2002, o “Prix spécial du livre d'astronomie”.
- "Vénus devant le Soleil-comprendre et observer un phénomène astronomique” (Vuibert / Adapt, Paris, 2003). Este livro dedica-se ao trânsito de Vênus diante do Sol (que ocorreu no dia 8 de junho de 2004).
- "L’Image du Monde de Newton à Einstein” (Vuibert / Adapt, Paris, 2005), prefácio de Jean-Claude Pecker.
- "Le paradoxe de la science: Fritz Haber" (Cahiers rationalistes n° 579, novembro-dezembro de 2005).
- "L’Écuyer d’Henri le Navigateur” (Éditions Harmattan, Paris, 2007). Trata-se de um romance histórico na corte do Infante D. Henrique, o Navegador, desde a tomada de Ceuta, em 1415, até o primeiro mercado de escravos africanos, em Lagos, em 1444.
- "Un marin en Terre des perroquets", (Ancre de marine éditions, Saint-Malo, 2024), 156 p. ISBN-10:2841414787 ; ISBN-13: 978-2841414789.[15] Trata-se de um relato romanceado da redescoberta do Brasil por Binot Paulmier de Gonneville, em 1504, baseado em documentos autênticos. Foi publicado no Brasil, em janeiro de 2024, pela Editora Insular de Florianópolis, com o título Redescobrindo o Brasil, um Marinheiro na Terra dos Papagaios (ISBN: 978-85-524-0423-1).[16] Conta a aventura pouco conhecida do marinheiro francês, Binot de Gonneville, que desembarcou em São Francisco do Sul, SC, em 1504, e voltou para a França com um jovem indígena. É, portanto, a história do primeiro Francês a vir para o Brasil e do primeiro Brasileiro a ir para a França.

- "Vem, vamos embora – Imigração, Ditadura, Exílio”, Florianópolis, 2025, ISBN: 978-85-524-0514-6 [17] Tema do livro: O autor relata a imigração de sua família do Líbano, seu engajamento político, sua criação do Movimento 1 de Maio em São Paulo, sua perseguição policial, sua vida na clandestinidade, sua incrível prisão, sua fuga do Brasil e seu exílio na França. Apesar dos obstáculos, ele conclui seus estudos em Paris, torna-se professor e funda a revista Outubro. A fusão do Movimento 1° de Maio com Outubro e a Fração Bolchevique Trotskista resultará na OSI (Organização Socialista Internacionalista), vertente importante da criação do PT (Partido dos Trabalhadores). Enfim, Arkan Simaan participa da fundação de Planète Amazone, ONG de defesa das florestas tropicais e dos povos indígenas.[18]